# 朱仁康
朱仁康（1908年7月—2000年2月21日），字行健，男，江苏无锡人，中国中医皮外科专家，中国中医研究院研究员。专长于疮皮肤外科治疗，擅长外病内治。曾任第六届全国政协委员。

## 生平
早年从其兄长学医，适逢江南外科名医章治康先生因避兵乱暂居朱家，前来就医者众多，疗效颇著。朱仁康耳濡目染，深受教益，对于清代高锦庭的《疡科心得集》推崇备至。他还精读了《素灵类纂》《时病论》《伤寒来苏集》《温病条辨》《本草从新》等书，为以后树立整体观念、外病内治、疮疡皮肤外科诸症，应着眼于其内，有诸内必形诸外等学术思想打下坚实的基础。
1920年代开始行医。1938年应邀主编《国医导报》杂志。1956年应卫生部征调到北京中医研究院工作，任西苑医院中医外科主任。1963年并入广安门医院外科研究所，历任研究员，中华全国中医学会外科学会主任委员，第六届全国政协委员，北京市宣武区第七届人大代表等职。1981年加入中国共产党。2000年2月21日在北京逝世。